# Gutworm
Gutworm war eine Death-/Thrash-Metal-Band aus Wellingborough in Großbritannien.

## Bandgeschichte
Die Band wurde 1999 gegründet. Das Line-up bestand bis 2005 aus Neil Hudson (Gesang), Lee Mason (Gitarre), den Brüdern Carl und Noel Davis (E-Bass/Gitarre) und Wayne Minney (Schlagzeug). Sie machten sich in ihrer Heimat Northamptonshire mit Liveauftritten einen guten Namen, um im Jahre 2000 dann ihre EP Torn from Me, in den Studios der Backstage Studios in Nottingham, unter Leitung von Dave Chang aufzunehmen. Die EP wurde vom britischen Metal Hammer hochgelobt und erhielt so einen Plattenvertrag mit SPV.
2001 gingen sie dann nach Deutschland, um bei den Karo Studios 12 Songs aufzunehmen, die allerdings dann noch weitere drei Jahre brauchten, um auf den Markt zu kommen, da es Probleme mit ihrem Label SPV gab und Gutworm zum Label Anticulture Records wechselten, auf dem dann 2004 ihr Debütalbum Ruin the Memory erschien. Produziert wurde das Album von Esoteric-Sänger Greg Chandler in dessen Priory Recording Studios. Im gleichen Jahr spielte die Band auf dem Bloodstock Open Air. Ihre Performance wurde vom Kerrang hochgelobt. Ein Musikvideo zu What You Are  wurde über Scuzz und MTV2 ausgestrahlt.
Anschließend ging die Band als Vorgruppe von Byzantine auf Tour. 2005 stieg zunächst Carl Davis aus, der für zwei Jahre durch Liam Durrant (Freebase (Band)) ersetzt wurde, bis sich schließlich mit Glen Pywell ein neuer Bassist fand. Kurz darauf stiegen beide Gitarristen aus. Live unterstützt die Band kurzfristig Jamie Hunt (ex-Biomechanical). Mike Ranzetta übernahm schließlich die Gitarre. 2007 wurde das Album Disfigured Narcissus veröffentlicht. Die Band existierte danach noch drei weitere Jahre, bevor sie sich 2010 auflöste.

## Musikstil
Gutworm spielen schnellen bis schleppenden modernen Death Metal/Thrash Metal im Stile von Pantera, Strapping Young Lad und Meshuggah mit einigen Blastbeat-Passagen und Hardcore-Punk-Anleihen. Die Texte behandeln eher emotionale und persönliche Themen.

## Diskografie
- 2000: Torn from Me (EP, Eigenproduktion)
- 2004: Ruin the Memory (Anticulture Records)
- 2007: Disfigured Narcissus (Anticulture Records)